# Chelur Amanikere, Gubbi
Chelur Amanikere là một làng thuộc tehsil Gubbi, huyện Tumkur, bang Karnataka, Ấn Độ.